# Casa de Agustín Espinosa Quesada
La Casa de Agustín Espinosa Quesada es un edificio modernista de la ciudad española de Melilla. Está situado en la calle O´Donnell, 6 del Ensanche Modernista, y forma parte del Conjunto Histórico Artístico de la Ciudad de Melilla, un Bien de Interés Cultural.

## Historia
Fue construido sobre 1915, según diseño del ingeniero militar Juan Nolla Badía.

## Descripción
Está construido en ladrillo tocho para los muros y vigas de hierro y bovedillas de ladrillo tocho. Tiene planta baja y tres sobre esta.
Su fachada, de bajos muy reformados, cuenta con una balconada corrida en la principal, un mirador, con tres ventanas en arcos de medio punto, en el centro de la primera, flanqueado por balcones y con ventanas en la segunda, en la que unas extravagantes ménsulas dan paso a la cornisa, tras la que se sitúa una balaustrada en el peto.